# Nguyễn Thị Tuyết Ngân
Nguyễn Thị Tuyết Ngân (sinh ngày 10 tháng 2 năm 2000) là nữ cầu thủ bóng đá người Việt Nam. Cô hiện đang thi đấu cho câu lạc bộ bóng đá nữ Thành phố Hồ Chí Minh I cũng như đội tuyển bóng đá nữ quốc gia Việt Nam. Vị trí sở trường của cô là tiền đạo.